# Cornetta (zampogna)
La cornetta è un tipo di cornamusa tipica delle Serre calabresi ed evolutasi dalla surdulina di tipo stifetta ed oggi diffusa nell'area di Mesoraca in provincia di Crotone.

## Descrizione
La caratteristica peculiare della cornetta è che ha due bordoni in dominante come la cornamusa surdulina ma con l'assenza di un foro per le dita per la quinta nota sulla canna di canto sinistra come una "chiave monca".